# پیانو چهارگوش

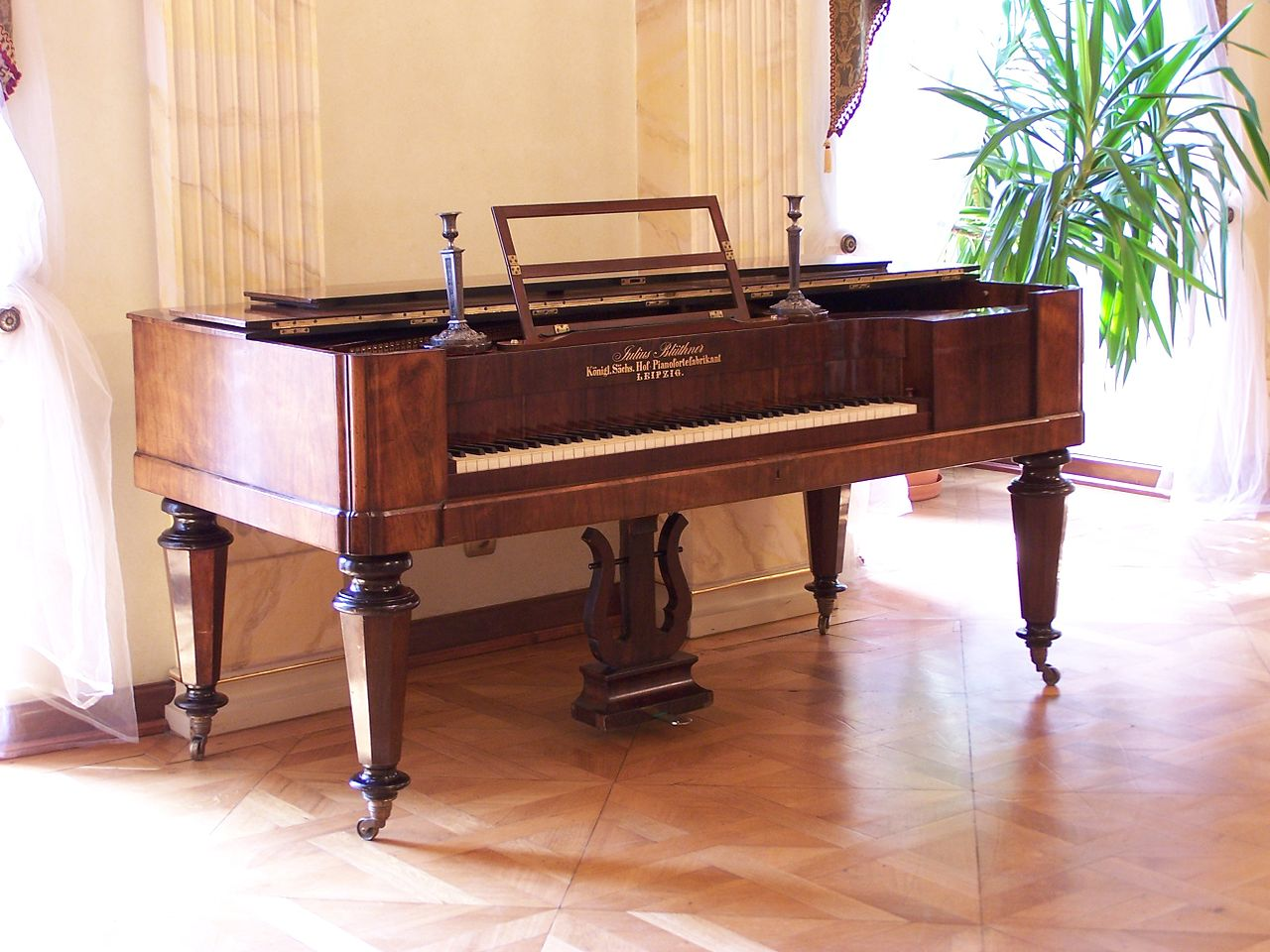
یک پیانو چهار گوش.

پیانو چهارگوش (به انگلیسی: Square piano) گونه‌ای پیانو است که سیم‌های افقی آن به‌صورت مورب در سراسر جعبهٔ مستطیل‌شکل و بالای چکش‌ها آرایش یافته‌اند. صفحه‌کلید (keyboard) این ساز در ضلع بلندتر جعبه جای دارد و صفحهٔ طنینی آن، در ضلع کوتاه‌تر و بر فراز حفره‌ای تعبیه شده است.
در مورد مخترع این ساز، اتفاق نظر وجود ندارد؛ نام‌هایی چون زیلبرمن و فریدریچی در این زمینه مطرح شده‌اند. این ساز در ادامه توسط پتسولد و بَبکاک بهبود و توسعه یافت.
پیانوهای چهارگوش انگلیسی و وینی، از حدود سال ۱۷۶۰ میلادی به بعد، در طرح‌هایی بسیار متنوع ساخته می‌شدند؛ تنوعی که هم در ظاهر کلی ساز و هم در سازوکار داخلی اکشن‌های آن مشهود بود. به دلیل فضای رقابتی صنعت سازسازی و نیز نوپایی نسبی طراحی این ساز، سال‌های آغازین با دوره‌ای از آزمون‌ و خطا همراه بود.
این روند به ابداع مجموعه‌ای متنوع از مُدِراتورها انجامید؛ ابزارهایی که برای تغییر و تنظیم طیف گسترده‌ای از تن صدا به‌کار می‌رفتند. همچنین، سازوکارهای فنی دیگری نظیر اهرم‌های زانویی و شستی‌های دستی نیز در همین راستا طراحی شدند؛ اجزایی که امروزه دیگر در پیانوهای مدرن کاربردی ندارند.

## تاریخچه
در لندن، شکوفایی ناگهانی و پرشتاب تجارت این ساز را عموماً به سازنده‌ای به نام زومپه نسبت می‌دهند. محبوبیت چشمگیر و فراگیر سازهای او بیش از هر چیز مرهون ساختار کم‌هزینه و قیمت مقرون‌به‌صرفهٔ آن‌ها بود.
با گذشت زمان، پیانوهای چهارگوش در ابعادی بزرگ‌تر، با کلاویه‌های بیشتر و گسترهٔ صوتی وسیع‌تری ساخته شدند؛ به‌گونه‌ای که در دههٔ ۱۸۳۰، «پیانوهای چهارگوش بزرگ» یا گرَند چهارگوش سیطره یافتند. این سازهای نوین، با تغییراتی در سازوکارهای داخلی و ساختار خود، صدایی حجیم‌تر تولید می‌کردند و از کشش سیم بالاتری بهره می‌بردند. پیانوهای چهارگوش در اواخر سدهٔ هجدهم میلادی، محبوب‌ترین ساز کلاویه‌ای به شمار می‌رفتند و نسل بعدی آن‌ها، یعنی پیانوهای گرَند چهارگوش، در اواسط و اواخر سدهٔ نوزدهم از اقبالی گسترده برخوردار بودند. این سازها به‌تدریج جای خود را به پیانوهای دیواری سپردند که فضای کمتری اشغال می‌کردند و صدایی پرطنین‌تر داشتند. از شخصیت‌های برجسته‌ای که مالک پیانو چهارگوش بودند، می‌توان به جورج واشنگتن و توماس جفرسون تا ماری آنتوانت و جین آستن  اشاره کرد.
در دههٔ ۱۸۶۰، قاب‌های فلزی گسترده‌تری برای پیانوهای گرَند چهارگوش توسعه یافت که به معنای امکان استفاده از کشش سیم بالاتر و در نتیجه، حجم صدای بیشتر بود؛ با این حال، افزایش ابعاد این سازها باعث شد تا طراحی پیانو دیواری از نظر اقتصادی مقرون‌به‌صرفه‌تر باشد و در نتیجه، پیانو دیواری جایگزین پیانو چهارگوش به عنوان رایج‌ترین ساز خانگی شد. پیانوهای گرَند چهارگوش آهنین‌قاب و با سیم‌کشی متقاطع و پرآوازهٔ کمپانی استاین‌وی که تا دههٔ ۱۸۹۰ در ایالات متحده به تعداد زیاد ساخته می‌شدند، بیش از دو و نیم برابرِ اندازهٔ سازهای چوبی‌قاب زومپه بودند که یک قرن پیش از آن به موفقیت دست یافته بودند. در حالی که بسیاری به پیانوهای چهارگوش به دیدهٔ یک «پیشا-پیانو» می‌نگرند، زیرا گستره، حجم صدا یا آن ظرافت لمسی را که در سازهای مدرن موجود است، ندارند، اما این سازها صدا و قابلیت نواختنِ منحصربه‌فرد خود را دارا هستند و باید به عنوان سازی کاملاً متفاوت از پیانوی مدرن با آن‌ها برخورد کرد.

## نگارخانه

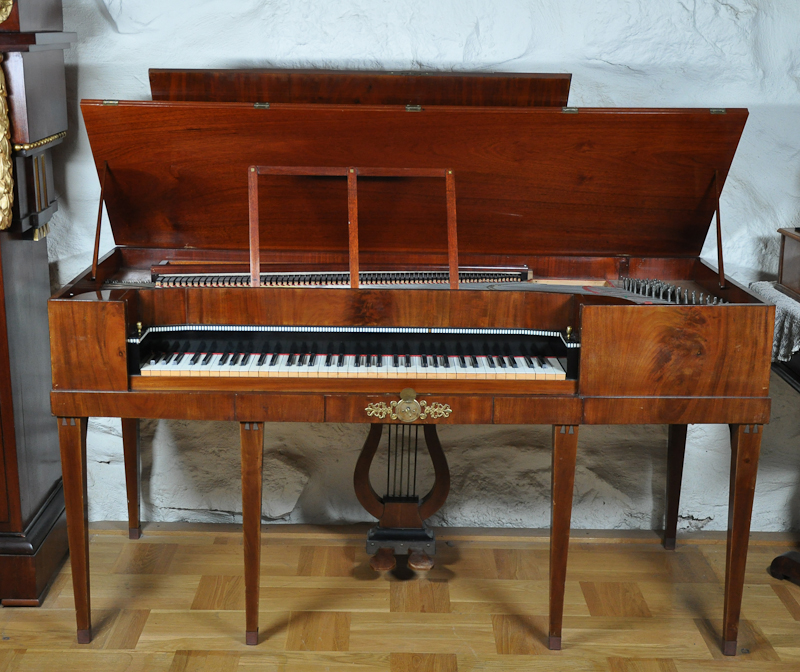
یادگاری از هنر و موسیقی اعصار گذشته؛ نمایی از یک پیانو چهارگوش با شکوه و وقار خاص خود.
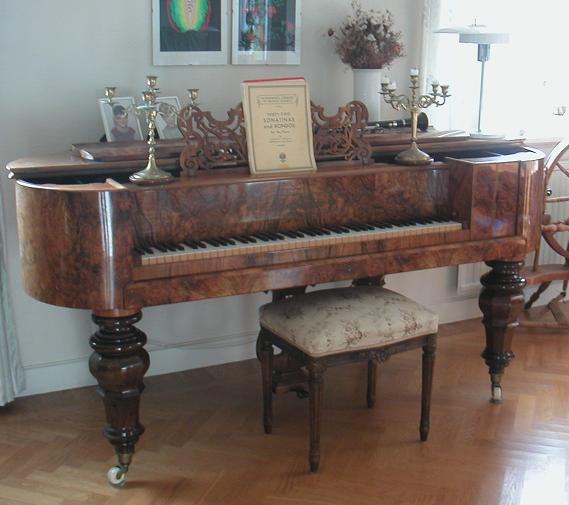
یک پیانو گرَند چهارگوش؛[واژه ۷] این نمونه، با وجود عنوانش، اندک انحرافی از هندسهٔ کامل مستطیلی را به نمایش می‌گذارد و ظرافت‌های خاص خود را داراست.
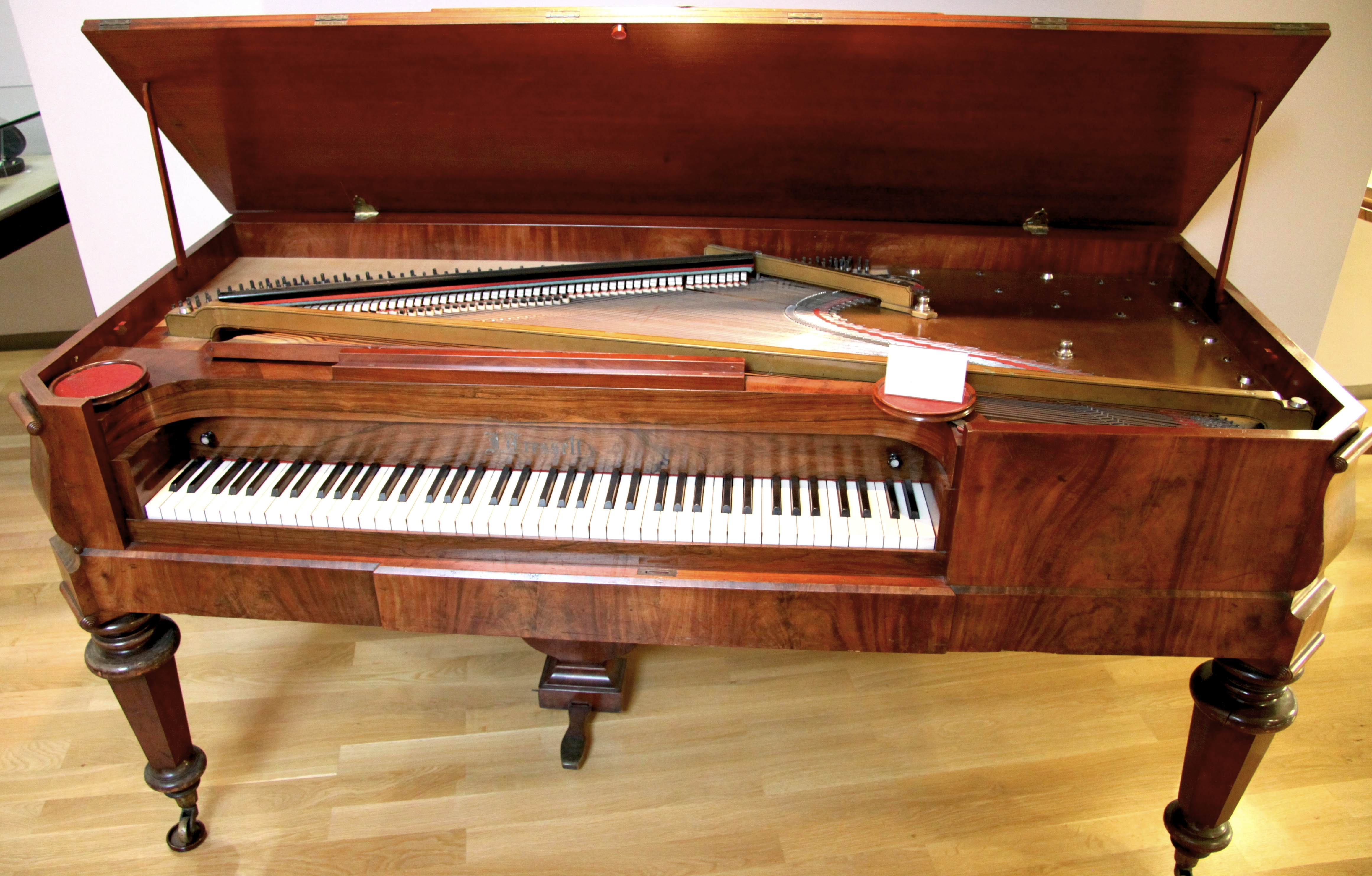
پیانو گرَند چهارگوش با درب گشوده؛ دریچه‌ای به جهان سازوکار پیچیده و سیم‌های پرطنین آن. (احتمالاً از گنجینهٔ موزه آلات موسیقی)
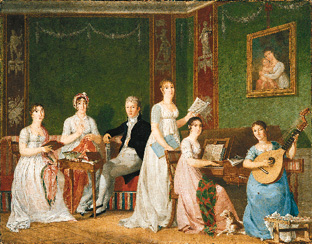
نقاشی سوئدی، زنی را در خلوت هنری خویش، غرق در نوای پیانو چهارگوش به تصویر می‌کشد؛ لحظه‌ای از تاریخ فرهنگی اروپا و پیوند آن با موسیقی.
نمودار اَکشِن دوگانهٔ انگلیسی[واژه ۸] همراه با چِک میراگر،[واژه ۹] طراحی شرکت برادووُد، حدود ۱۸۳۰ میلادی؛ این سازوکار پیشرفته، از طرح جان گایب[واژه ۱۰] در سال ۱۷۸۶ الهام گرفته و توسعه یافته است.
نمودار اَکشِن تکی آمریکایی[واژه ۱۱] مجهز به میراگر فوقانی،[واژه ۱۲] حدود ۱۸۷۰ میلادی؛ نمونه‌ای از تکامل این سازوکار که ریشه در طرح پتسولد[واژه ۱۳] به سال ۱۸۰۹ دارد.
نمودار اَکشِن تکی انگلیسی،[واژه ۱۴] اثر خلاقانهٔ یوهانس زومپه، متعلق به سال ۱۷۶۶ میلادی؛ سادگی و کارایی از ویژگی‌های بارز این طراحی اولیه است.
نمودار اَکشِن دوگانهٔ پایلوت اِرار،[واژه ۱۵] ابداع سال ۱۷۹۰ میلادی؛ این طرح همچنین به عنوان "اَکشِن دوم زومپه" (مربوط به حدود ۱۷۸۸) نیز در تاریخ سازسازی شهرت دارد.
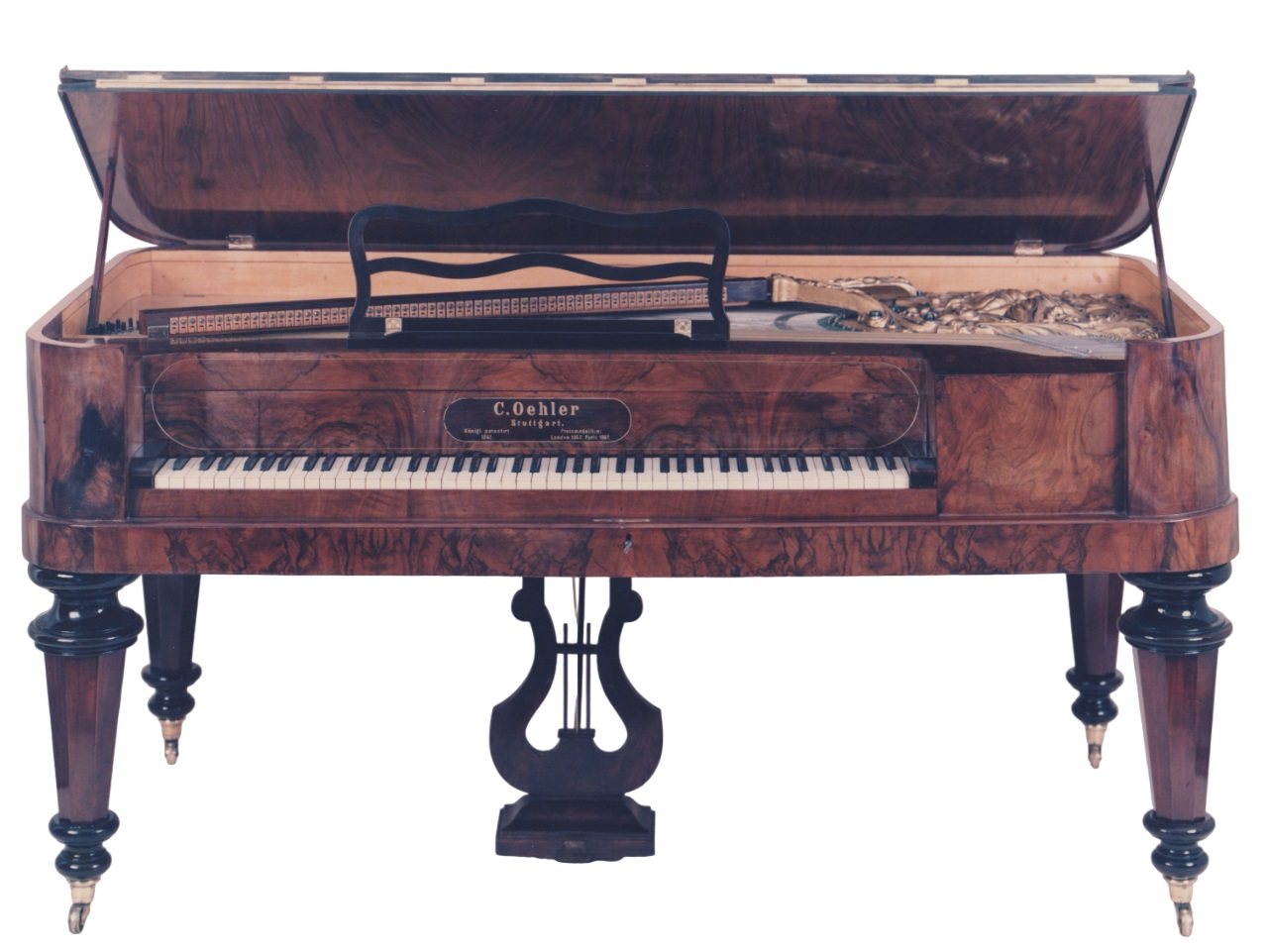
پیانو چهارگوش ساختهٔ کارل اولر [واژه ۱۶] از اشتوتگارت، یادگاری از دههٔ ۱۸۷۰ میلادی؛ شاهدی بر استمرار هنر و صنعت پیانوسازی در آلمان آن دوران.

## واژه‌نامه
1. ↑  horizontal strings
2. ↑  hammers
3. ↑  sounding board
4. ↑  moderators
5. ↑  wider range
6. ↑  higher string tensions
7. ↑  آلمانی: Tafelklavier
انگلیسی: Square Piano
8. ↑  English double action
9. ↑  check
10. ↑  John Geib
11. ↑  American single action
12. ↑  overdamper
13. ↑  Petzold
14. ↑  English single action
15. ↑  Erard double pilot action
16. ↑  C. Oehler